# Гулино (Вологодская область)
Гулино — деревня в Белозерском районе Вологодской области.
Входит в состав Гулинского сельского поселения, с точки зрения административно-территориального деления — в Гулинский сельсовет.
Расположена на берегу Моткозера. Расстояние по автодороге до районного центра Белозерска составляет 27 км, до центра муниципального образования деревни Никоновская — 3 км. Ближайшие населённые пункты — Ершово, Семеино, Фёдоровская.
Население по данным переписи 2002 года — 6 человек.